# Rudolf Jan Slabý
Rudolf Jan Slabý (* 25. Januar 1885 in Černošice; † 2. Juli 1957 in Prag) war ein deutsch-tschechischer Romanist, Übersetzer und Lexikograf.

## Leben und Werk
Slabý studierte in Prag und Berlin slawische, deutsche und romanische Philologie. 1914 ließ er sich in Barcelona nieder und übersetzte ins Katalanische und Spanische eine große Zahl slawischer Autoren, darüber hinaus auch Texte englischer, deutscher und skandinavischer Provenienz, des Weiteren spanische und katalanische Autoren ins Tschechische. Am bekanntesten ist Slabý als Autor (zusammen mit Rudolf Grossmann) des Slabý-Grossmann. Wörterbuch der spanischen und deutschen Sprache, Bd. 1: Spanisch-Deutsch, Leipzig 1932 (5. Aufl., Wiesbaden 2001)